# Nowa Wieś-Parcela
Nowa Wieś-Parcela – dawna wieś, obecnie niestandaryzowana część miasta Pruszków, leżąca na południu miasta. Od południa graniczy ze wsią Nowa Wieś.
Nowa Wieś-Parcela należała niegdyś do gminy Helenów, w obrębie której stanowiła gromadę. Jesienią 1954 włączono ją (wraz z Gąsinem i Parzniewem-Parcelą) do Pruszkowa.